# Streektaal-Organisatie in het Nedersaksisch Taalgebied
Streektaal-Organisatie in het Nedersaksisch Taalgebied (SONT) is een Nederlandse streektaalorganisatie die is ontstaan uit de in 1984 opgerichte stichting 'Streektaalorganisaties in het Nedersaksisch Taalgebied', en heet vandaag de dag 'Stichting SONT' of kortweg SONT. SONT heeft in 2000 geprobeerd één officieel spellingsysteem voor het Nedersaksisch door te voeren. SONT stuitte echter vooral op weerstand uit Twente, en de onderhandelingen werden gestaakt. De SONT-spelling lijkt ook betrekkelijk veel op de IJsselacademiespelling. Voorzitter van de SONT is Hans Gerritsen. Hij was van 2012 tot 2015 burgemeester van de Twentse gemeente Haaksbergen.